# Куликово (Шуміхинський округ)
Кулико́во (рос. Куликово) — присілок у складі Шуміхинського району Курганської області, Росія. Входить до складу Трав'янської сільської ради.
Населення — 101 особа (2010, 139 у 2002).
Національний склад станом на 2002 рік: росіяни — 96 %.